# Cirencester United F.C.
Cirencester United F.C. là một câu lạc bộ bóng đá ở Cirencester, Anh. Đội được thành lập năm 1969 với tên gọi The Herd. Năm 1990, họ đổi tên như hiện tại. CLB gia nhập Hellenic Football League Division One năm 1987. Mùa giải 2008–09, họ là thành viên của Hellenic Football League Division One West. Cirencester United cũng có một đội dự bị thi đấu ở Hellenic Football League Reserve Division Two (West) mùa giải 2008-09. Trụ sở CLB ở sân ‘Four Acres’ tại Chesterton Lane bị hủy hoại bởi hỏa hoạn năm 2007, nên Cirencester United chuyển sang thi đấu ở The Army Camp, South Cerney.

## Lịch sử
Cirencester United được Reverend Adam Ford thành lập năm 1969, với biệt danh "The Herd". Lúc đầu CLB chỉ là một đội trẻ, được Rev. Ford lập nên để cung cấp những cầu thủ tài năng vào các đội bóng thi đấu. Đội bóng tham dự Cirencester and District League, giành vô địch 2 mùa giải liên tiếp. Sự thăng hoa của The Herd tiếp tục ở Cheltenham League, sự lên hạng liên tục đã giúp đội bóng gia nhập Hellenic Football League năm 1987. Thời điểm này, CLB cũng thiết lập thêm một đội dự bị theo sau thành công của đội hình chính. Ngoài ra thành công trong giải đấu còn được tô thêm với thành tích đấu cup, bao gồm chức vô địch Gloucestershire Senior Amateur Cup mùa giải 1989–90.
Năm 1990, CLB đổi tên từ "The Herd" sang "Cirencester United."
Trong suốt thời gian ở Hellenic, United giành 2 chức vô địch Reserve League Division Two, lần đầu vào năm 1995 và lần thứ hai ở mùa giải 2002–03 khi mà CLB cũng vô địch Reserve Division Cup tạo nên cú ăn hai của mùa giải.
Mùa giải 2003–04, United bắt đầu chia sân với Cirencester Town, chứng kiến tất cả các trận của đội chính thi đấu ở Corinium Stadium. Tuy nhiên, ở mùa giải 2007–08, United trở lại sân nhà ‘Four Acres’, và nó đã bị trận hỏa hoạn phá hủy từ đầu mùa giải. Sau đó CLB chơi ở South Cerney gần sân bay. Đầu mùa giải 2008–09, sân đấu ở South Cerney đã bị chắn rào vĩnh viễn ở khu vực thi đấu. Nhiều cầu thủ của United đã lên chơi bóng ở các cấp độ cao hơn.
Do mất sân, CLB giải thể năm 2009.

## Các danh hiệu
- Cirencester and District League
  - Vô địch 1974–75
- Cirencester and District League Cup
  - Vô địch 1974–75

## Các kỉ lục
- Số khán giả đến xem đông nhất: 310 (thiết lập ngày 24 tháng 8 năm 2008 ở Hellenic League gặp Malmesbury Victoria ở South Cerney).
- Vị trí cao nhất cấp độ giải đấu: thứ 7 ở Hellenic League Division One West, 2000–01[3]